# آپوستولوس کنستانتوپولوس
آپوستولوس کنستانتوپولوس (یونانی: Απόστολος Κωνσταντόπουλος؛ زادهٔ ۲ اوت ۲۰۰۲) بازیکن فوتبال است.
وی همچنین در تیم‌های ملی فوتبال زیر ۱۶ ، زیر ۱۷ و زیر ۲۱ سال یونان بازی کرده‌است.